# 特里希爾亞
50°11′40″N 28°22′29″E / 50.19444°N 28.37472°E

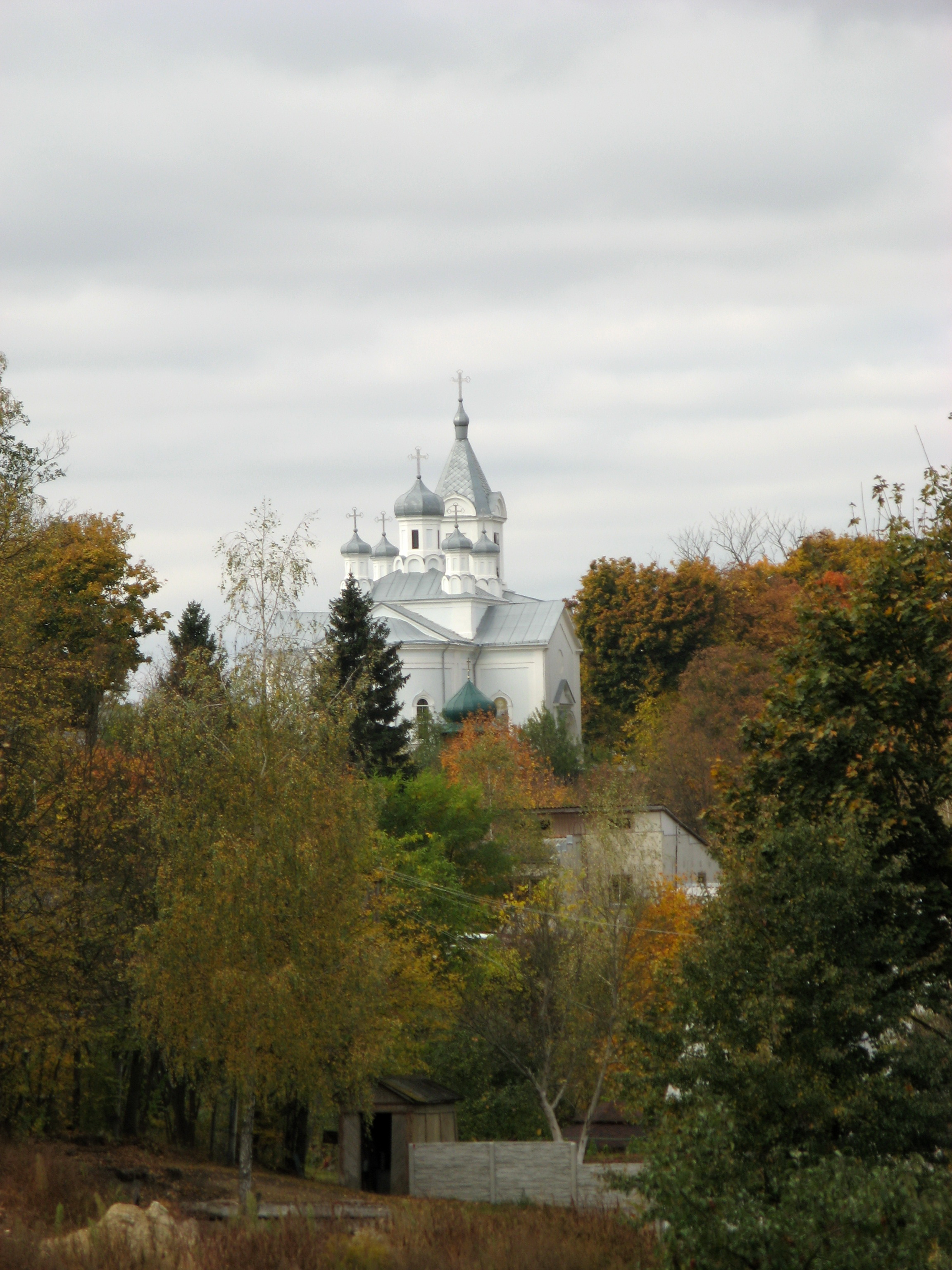

特里希爾亞（烏克蘭語：Тригір'я，羅馬化：Tryhiria，意為「三山」）是烏克蘭北部的村莊，隸屬日托米爾州的日托米爾區。該村面積0.59平方公里，海拔高度231米，2001年人口197，人口密度每平方公里335.03人。